# Powiat Nagyatád
Powiat Nagyatád (węg. Nagyatádi járás) – jeden z jedenastu powiatów komitatu Somogy na Węgrzech. Jego powierzchnia wynosi 647,07 km². W 2007 liczył 27 434 mieszkańców (gęstość zaludnienia 42 os./1 km²). Siedzibą władz jest miasto Nagyatád.

## Miejscowości powiatu Nagyatád
- Bakháza
- Beleg
- Bolhás
- Görgeteg
- Háromfa
- Kaszó
- Kisbajom
- Kutas
- Lábod
- Nagyatád
- Nagykorpád
- Ötvöskónyi
- Rinyabesenyő
- Rinyaszentkirály
- Segesd
- Somogyszob
- Szabás
- Tarany